# Pablo Federico de Mecklemburgo (1882-1904)
Pablo Federico de Mecklemburgo-Schwerin (12 de mayo de 1882 - † 21 de mayo de 1904) fue un príncipe y oficial naval alemán de la Marina Imperial alemana.

## Familia
Pablo Federico fue el hijo mayor del duque Pablo Federico (1852-1923) y su esposa, la princesa austríaca María de Windisch-Graetz (1856-1929). Era el hermano mayor del duque Enrique Borwin (1885-1942) y la duquesa María Antonieta (1884-1944). También fue nieto del gran duque Federico Francisco II de Mecklemburgo-Schwerin (1823-1883). 
Poco después de su nacimiento se convirtió en el soldado más joven del mundo cuando fue admitido como soldado en el ejército imperial alemán y se asigna al 15 Mecklenburg Dragones por el emperador Guillermo I. El duque Pablo Federico y sus hermanos se criaron en Venecia, donde su familia se hizo amiga del cardenal Sarto (más tarde Papa Pío X), quien era un visitante habitual de la familia. 
El 21 de abril de 1884, el lugar del duque Pablo Federico en la línea de sucesión al trono de Mecklenburg-Schwerin fue reemplazado por sus tíos después de que su padre renunciara a los derechos de sucesión propios y de sus descendientes. Sin embargo, en el caso de que las familias de sus tíos se extinguieran, la línea del duque Pablo Federico podría tener éxito, siempre que el sucesor se convirtiera del catolicismo romano al protestantismo.
Pablo Federico fue inicialmente bautizado como luterano, pero tras la muerte del su abuelo, cambió a la fe católica a pedido de su madre.
A pesar de ser puesto en el ejército poco después de su nacimiento, el duque Pablo Federico finalmente siguió una carrera en la Armada Imperial Alemana. Ascendió al grado de teniente y en 1902, mientras servía en el buque escuela SMS  Charlotte, cruzó el Atlántico para visitar los Estados Unidos de América y navegar por las aguas del sur del país.

## Carrera naval
El joven duque, como sus parientes, recibió una educación escolar formal. Pablo Federico decidió seguir una carrera de oficial en la Armada Imperial. Después de pasar el examen de ingreso en la Escuela Naval de Kiel, comenzó su entrenamiento en la primavera de 1902. Recibió el primer entrenamiento marítimo y de artillería ese mismo año en el barco de entrenamiento SMS Charlotte. En 1904, el duque, que desde entonces había sido ascendido a teniente de navío, sirvió en el barco de entrenamiento de artillería SMS Mars. 

## Muerte
Pablo Federico de Mecklemburgo fue encontrado ahorcado a las 7:00 de la mañana del 20 de mayo de 1904 en el dormitorio de su villa en Kiel. El soldado que debía despertar al duque por la mañana habló en estado de shock de un ángel que colgaba allí. Su compañero militar asignado, el teniente von Arnim, informó inmediatamente al gran duque Federico Francisco IV, quien a su vez envió al presidente del Tribunal Regional de Schwerin, Adolf Langfeld, a Kiel. También se informó al jefe de la estación naval, el vicealmirante del báltico, el príncipe Enrique de Prusia, quien también inició una investigación judicial militar.
Pablo Federico había hecho una soga con el cinturón del rifle, con el que podía colgarse del gancho de la lámpara de la habitación y que lo estranguló por el cuello. También se encontró una lanza de caballería, cuyo propósito no estaba claro. Langfeld y otros testigos asumieron que había ocurrido un accidente; consideraron que la intención de suicidarse era poco probable. Al menos esas fueron las declaraciones oficiales de los funcionarios involucrados. Federico Francisco IV ordenó una autopsia debido a las extrañas circunstancias de la muerte. El examen médico forense realizado por el profesor de anatomía de Kiel, Arnold Heller, apoyó la versión de una muerte por accidente. También constató que el duque había tratado de liberarse. Langfeld informó al Ministerio de Estado de Schwerin que la muerte "se debió a un accidente que involucraba ejercicios de gimnasia que el fallecido hizo antes de acostarse".
Un informe confidencial que Langfeld había preparado proporciona más información sobre el descubrimiento del cuerpo: "El cuerpo desnudo del duque colgaba del gancho de la lámpara en el dormitorio ... Llevaba una peluca rubia de pelo largo en la cabeza". Langfeld quemó la peluca "en la calefacción del edificio del gobierno" en Schwerin. Para Langfeld no había duda de que el asunto debía mantenerse en secreto. La situación de descubrimiento solo habría "proporcionado aliento a sospechas maliciosas o lujuriosas" y dañar permanentemente la reputación de toda la familia ducal. Por lo tanto, las circunstancias de la muerte fueron ocultadas al público.
Nunca se pudo aclarar si la muerte del duque Pablo Federico fue un accidente o su intención fue realmente la de suicidarse.
Tras finalizar las investigaciones, el cuerpo del fallecido fue llevado a Ludwigslust con honores militares y entregado a sus padres. La madre de Pablo Federico se mostró indignada por las condiciones en las que estaba el cuerpo, que mostraba cortes en el cuello. Para ella fue una indicación de que su hijo fue asesinado debido a su fe católica. Sin embargo, la explicación era muy simple: los cortes se debían a la autopsia hecha en Kiel.
Pablo Federico de Mecklemburgo fue sepultado el 24 de mayo de 1904 en la cripta de la iglesia católica Santa Elena y San Andrés en Ludwigslust. En mayo de 1923, a la muerte de su padre, sus restos fueron trasladados al Mausoleo Luisa para que ambos yacieran juntos.
- Datos: Q2754379
- Multimedia: Paul Frederick of Mecklenburg-Schwerin (1882-1904) / Q2754379